# NGC 5818
NGC 5818 este o galaxie lenticulară situată în constelația Boarul. A fost descoperită în 23 aprilie 1887 de către Lewis A. Swift. Se află la o distanță de 113,71 megaparseci de Pământ.